# Pogăceaua (gmina)
Pogăceaua – gmina w Rumunii, w okręgu Marusza. Obejmuje miejscowości Bologaia, Ciulea, Deleni, Fântâna Babii, Pârâu Crucii, Pogăceaua, Scurta, Sicele, Valea Sânpetrului i Văleni. W 2011 roku liczyła 2117 mieszkańców.